# Palais Etzdorf

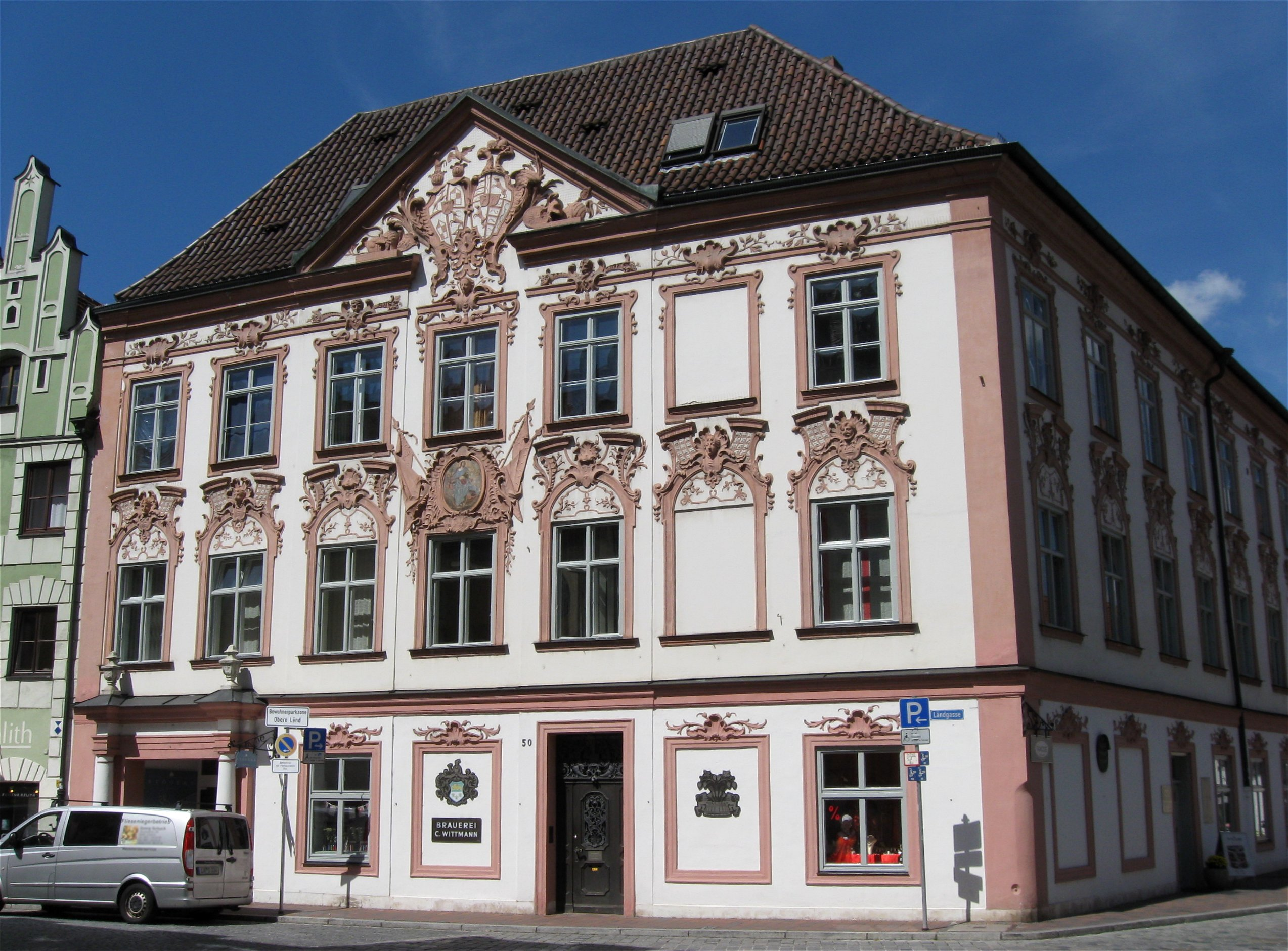
Außenansicht des Palais Etzdorf

Das Palais Etzdorf ist eine ehemalige Residenz des  Adelsgeschlechtes Etzdorff in der Altstadt von Landshut in Niederbayern. Es besitzt die Adresse Ländgasse 50 und liegt nur etwa hundert Meter westlich der Martinskirche. Die Anlage ist unter der Aktennummer D-2-61-000-317 als Baudenkmal von Landshut verzeichnet.

## Geschichte
Auf dem Grundstück in der Oberen Länd, das vor 1692 noch zweigeteilt war, ist ab 1717 ein Haus im Besitz der Freiherren von Etzdorf nachgewiesen. Das Palais in seiner heutigen Form dürfte allerdings erst um 1745 entstanden sein. Heute befindet es sich im Besitz der Landshuter Brauerei C. Wittmann, die dort ihren Verwaltungssitz hat.

## Beschreibung
Das Palais ist ein stattlicher dreigeschossiger Walmdachbau in Ecklage, um 1745 im Rokokostil erbaut. Die reich stuckierte Rokokofassade stammt wahrscheinlich von Johann Baptist Zimmermann. Im dreieckigen Zwerchgiebel an der Ostseite ist das Wappen der Bauherren, Vicedom Franz Freiherr von Etzdorf († 1772) und seiner Gattin Maria Theresia († 1776), einer geborenen Gräfin von Lamberg, deren Grabmal außen an der Martinskirche angebracht ist. Ein Stockwerk niedriger befindet sich in der mittleren der sieben Fensterachse eine ovale Kartusche mit einer Darstellung der Maria Immaculata. Die Toreinfahrt an der Südostecke des Gebäudes wird von zwei Säulen der Toskanischen Ordnung flankiert.
Im Inneren befinden sich zahlreiche Flure mit Kreuzgewölbe. Im 18. Jahrhundert waren zudem einige Räume mit Wandmalereien ausgestattet, die bis auf eine Ausnahme an einem Fenstergewände im ersten Obergeschoss nicht erhalten sind.

## Umliegende Gebäude
Neben dem Palais befinden sich zwei spätgotische Schmalhäuser (Ländgasse 49 und Ländgasse 49a) mit Satteldach und Zinnengiebel, erbaut um 1500. Die Fassade beider Gebäude wurde im 17. Jahrhundert mit einem aufwändigen Rauputzdekor versehen. Heute werden sie als Wohn- und Geschäftsgebäude genutzt.

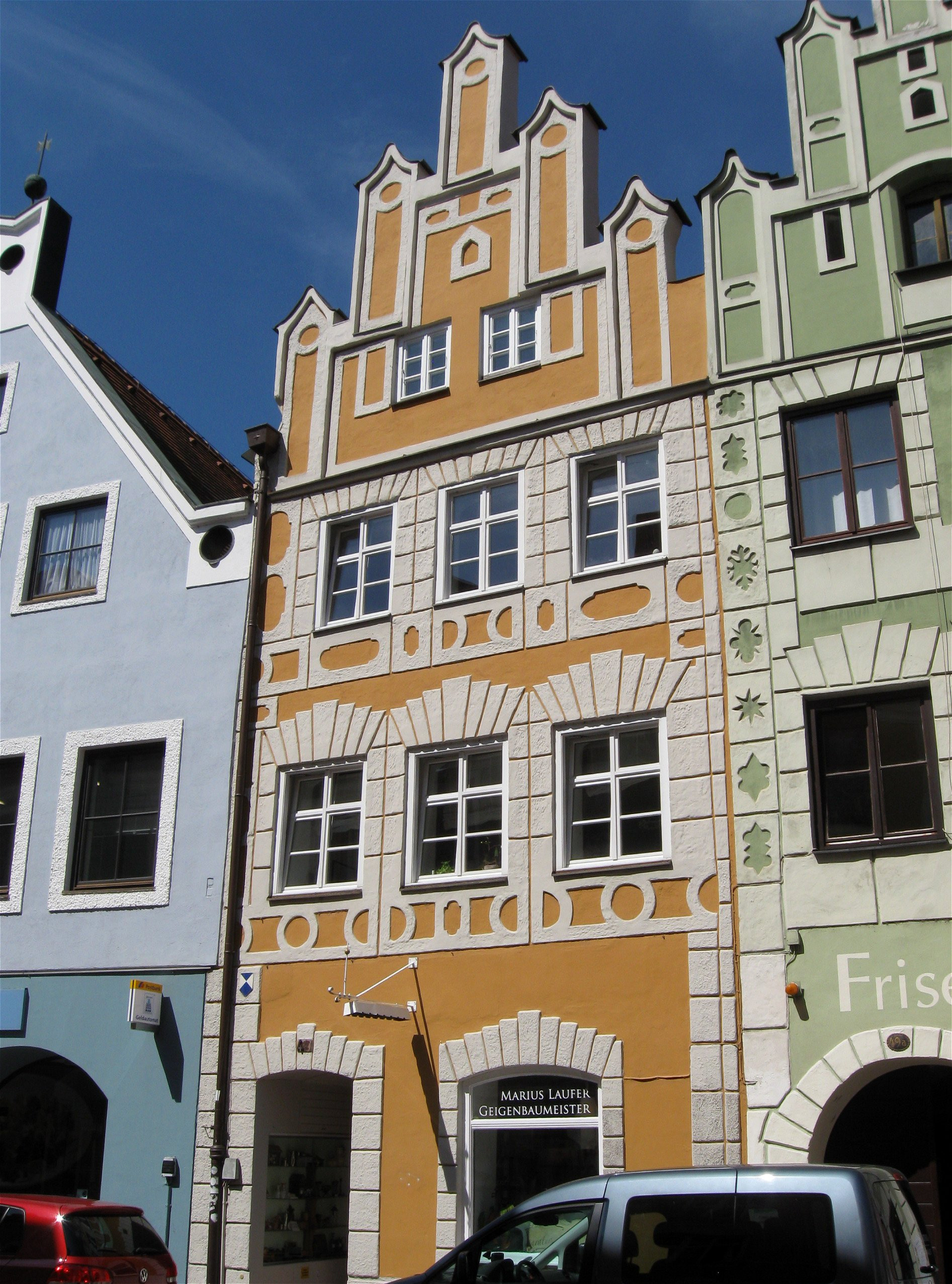
Ländgasse 49
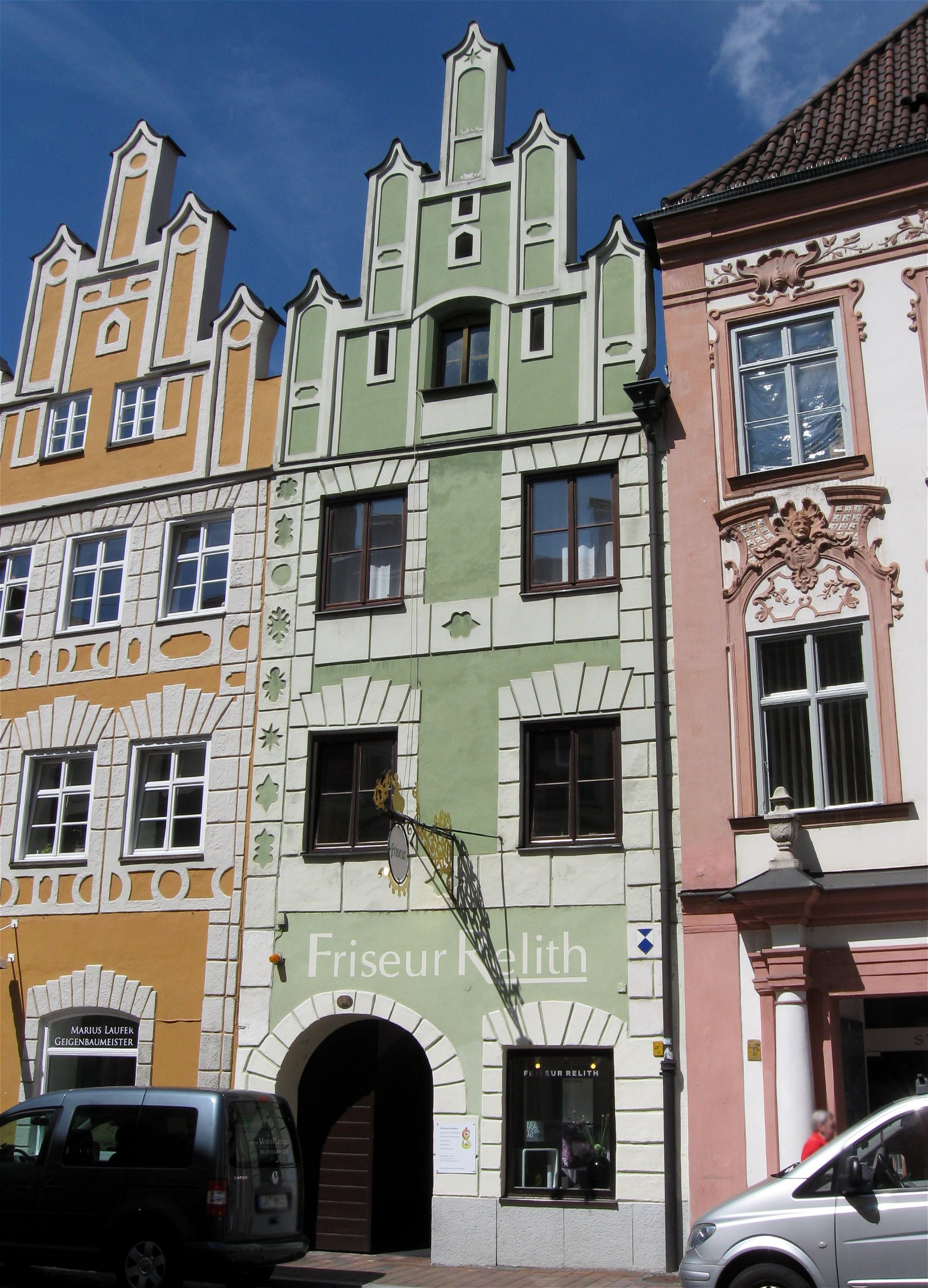
Ländgasse 49a